# فالمير بريشا
فالمير بريشا (بالسويدية: Valmir Berisha) مواليد 6 يونيو 1996 في كوسوفو، صربيا والجبل الأسود، هو لاعب كرة قدم سويدي يلعب مع نادي كامبور كمهاجم.

## مرحلة الشباب

### أندية لعب لها
- نادي روما

## المسيرة الاحترافية

### أندية لعب لها
- نادي روما
- نادي كامبور

## روابط خارجية
- فالمير بريشا على موقع الاتحاد الدولي (مؤرشف)  (الإنجليزية)
- فالمير بريشا على موقع قاعدة بيانات كرة القدم.إي يو (الإنجليزية)
- فالمير بريشا على موقع Soccerway.com (الإنجليزية)
- فالمير بريشا على موقع عالم كرة القدم.نت (الإنجليزية)
- فالمير بريشا على موقع أوليمبيديا (الإنجليزية)
- فالمير بريشا على موقع اللجنة الأولمبية السويدية (السويدية)
- فالمير بريشا على موقع AS.com (الإسبانية)